# District Sjelkovskoj
District Sjelkovskoj (Russisch: Шелковско́й райо́н) is een district in het noordoosten van de Russische autonome republiek Tsjetsjenië. Het district heeft een oppervlakte van 3.000 vierkante kilometer en een inwonertal van 53.548 in 2010. Het administratieve centrum bevindt zich in Sjelkovsk.
Bestuurlijk centrum: Grozny

Steden: Argoen · Goedermes · Sjali · Oeroes-Martan

Districten: Atsjchoj-Martanovski · Goedermesski · Groznenski · Itoem-Kalinski · Koertsjalojevski · Nadterezjni · Naoerski · Nozjaj-Joertovski · Oeroes-Martanovski · Soenzjenski · Sjalinski · Sjarojski · Sjatojski · Sjelkovskoj · Vedenski